# مقاطعة بيوريغارد
مقاطعة بيوريغارد (بالإنجليزية: Beauregard Parish, Louisiana)‏ هي إحدى مقاطعات ولاية لويزيانا في الولايات المتحدة. تأسست سنة 1912، وتبلغ مساحتها 3020 كم2، بلغ عدد سكانها 35654 نسمة في عام 2010 حسب إحصاء مكتب تعداد الولايات المتحدة .

## وصلات خارجية
- United States Counties